# Pyelonefritis
Pyelonefritis of nierbekkenontsteking is een opstijgende urineweginfectie die het pyelum (nierbekken) van de nier (Oudgrieks νεφρός nephrós) heeft bereikt. De term pyelitis wordt ook vaak gebruikt. Diagnostisch onderscheid met "urosepsis" is soms moeilijk.
Meestal gaat het om een bacteriële ontsteking, en is behandeling met Antibiotica noodzakelijk.

## Risicofactoren
Pyelonefritis kan veroorzaakt worden door:
- anatomische afwijkingen aan de urinewegen
- nierstenen
- prostaatlijden
- katheterisatie van of stents in de urinewegen
- zwangerschap
- suikerziekte (diabetes)
- blaasverlamming.

## Pathologie
Acute pyelonefritis is een gelokaliseerde ontsteking van de nier en het nierbekken. Het nierparenchym vertoont abcessen, waarin pus: witte bloedcellen, bloedstolsels en –afbraakproducten, celresten en bacteriën opgeslagen zit. De nierbuisjes (tubuli) worden beschadigd door het exsudaat en kunnen afgietsels van witte bloedcellen bevatten, die in de urine kunnen worden teruggevonden als pijpvormige celklonteringen. In een vroeg stadium zijn de glomeruli en de vaatjes nog niet aangedaan.
Chronische pyelonefritis kan leiden tot littekenvorming en fibrosis.

## Oorzaken
De infectie wordt veroorzaakt door micro-organismen die via de urineleider vanuit de ontstoken blaas opstijgen.

## Symptomen
Hoge piekende koorts, pijn in de rug, braken, pijn bij plassen, koude rillingen, verwardheid. Soms is pijn aantoonbaar bij kloppen in de flank (slagpijn) tijdens het lichamelijk onderzoek.

## Diagnose
De urine is troebel, soms bloederig, soms riekend. Er is een afwijkend urinesediment bij microscopisch onderzoek en er zijn tekenen van infectie bij chemisch en bacteriologisch onderzoek. Gewoonlijk wordt de urine gekweekt evenals het bloed.
Vooral bij kinderen en mannelijke patiënten met weerkerende urineweginfectie is het aangewezen verder te onderzoeken om anatomische afwijkingen aan te tonen, zoals een vesico-ureterale reflux waarbij urine terugvloeit van de blaas naar de urineleider ureter).

## Behandeling
Behandeling bestaat uit het toedienen van antimicrobiële middelen, liefst via een infuus. Cefalosporines worden als eerste keus gebruikt, maar er zijn alternatieven.

## Trivia
Tijdens het officiële staatsbezoek van koning Willem-Alexander en koningin Máxima aan de Volksrepubliek China in oktober 2015 kreeg Máxima last van nierbekkenontsteking. Zij moest het bezoek vroegtijdig afbreken om terug te vliegen naar Nederland voor opname in het Bronovo Ziekenhuis in Den Haag.